# Charles Scribner's Sons Building
El Charles Scribner's Sons Building, también conocido como 597 Fifth Avenue, es una estructura comercial en el vecindario Midtown Manhattan de Nueva York (Estados Unidos). Se encuentras en la Quinta Avenida entre las calles 48 y 49. Diseñado por Ernest Flagg en un estilo Beaux Arts, fue construido entre 1912 y 1913 para la Scribner's Bookstore.
La fachada de la Quinta Avenida tiene un escaparate de vidrio y hierro en sus dos pisos más bajos con decoración negra y dorada. Desde el tercer al noveno piso, la fachada se subdivide en cinco tramos de piedra caliza, mientras que en el décimo piso hay un techo abuhardillado. Entre los detalles de la fachada se encuentran pilares verticales con cuatro medallones que tienen bustos de impresores: Benjamin Franklin, William Caxton, Johann Gutenberg y Aldus Manutius. El interior de los dos primeros pisos tiene un espacio comercial que inicialmente sirvió como ubicación de la Scribner's Bookstore. Los pisos superiores tienen oficinas, incluido un espacio que inicialmente fue utilizado por la editorial Scribner.
El Charles Scribner's Sons Building se construyó para reemplazar una librería anterior en 155 Fifth Avenue. El edificio fue propiedad de Scribner's hasta 1984, cuando fue vendido a la familia Cohen, que posteriormente lo vendió al Grupo Benetton. Después de que la librería en los dos pisos más bajos cerrara en 1989, el edificio ha albergado numerosas tiendas minoristas. A&A Investment Co. compró 597 Fifth Avenue en 2006 y se vendió a Thor Equities en 2011. La Comisión de Preservación de Monumentos Históricos de la Ciudad de Nueva York designó 597 Fifth Avenue como un lugar emblemático oficial en 1982 y designó el interior de la planta baja como un lugar emblemático en 1989.

## Sitio
El Charles Scribner's Sons Building está en 597 Fifth Avenue en Midtown Manhattan de Nueva York, en el lado este de la avenida entre 49th Street al norte y 48th Street al sur. El terreno cubre 496 m² con un frente de 16,3 m en la Quinta Avenida y una profundidad de 30.5 m. Los edificios cercanos incluyen 600 Fifth Avenue al oeste, 608 Fifth Avenue al noroeste y Tower 49 al este.

## Diseño
597 Fifth Avenue fue diseñado por Ernest Flagg en el estilo Beaux Arts para la compañía Charles Scribner's Sons. El edificio tiene diez pisos de altura y es de construcción sin carga. Es similar en apariencia a la librería Scribner's anterior en 155 Fifth Avenue, que también diseñó Flagg. Ambas estructuras tienen fachadas simétricas de piedra caliza divididas horizontalmente en múltiples secciones. Flagg dijo sobre el diseño de 597 Fifth Avenue: "Creo que el edificio es lo mejor que he hecho". La estructura fue erigida por el contratista de acero George A. Just Co. y el contratista de albañilería John T. Brady & Co., con materiales adicionales del pintor William F. Eastberg & Co., contratista de cableado Peet & Powers, y contratista de yesos HW Miller.

### Fachada
La fachada se subdivide en gran parte en cinco tramos verticales, excepto en los dos pisos más bajos, que tienen un escaparate tripartito. El escaparate tiene ventanas de vidrio acristalado, herrajes oscuros y molduras de color bronce. La sección central del escaparate corresponde a tres tramos en los pisos superiores. Tiene una puerta doble ubicada en el centro, encima de la cual hay un frontón roto con el logo de la librería Scribner en el centro. El tramo más a la izquierda tiene otro escaparate, mientras que el tramo más a la derecha conduce a un vestíbulo separado para los pisos superiores. En la parte superior del escaparate hay ventanas del triforio. La ventana del centro es un amplio arco elíptico flanqueado por columnas estriadas, con adornos decorativos en espiral en las enjutas de las esquinas. Las tramos exteriores están rematadas por rondas de vidrio.  Sobre el segundo piso hay un cartucho con las palabras "Charles Scribners 'Sons", encima de una guirnalda flanqueada por putti. Un vierteaguas corre por encima del escaparate.
El tercer piso está revestido con bloques rústicos de piedra caliza y tiene cinco ventanas abatibles rectangulares. En la parte superior de los espacios entre cada ventana hay soportes con forma de cabezas de leones. En los pisos superiores, las tres tramos centrales están flanqueadas por pilares verticales y tienen un diseño más ornamentado en comparación con las tramos exteriores. El cuarto piso tiene un balcón frente a los tres tramos centrales, así como ventanas rematadas por frontones triangulares en los tramos exteriores. Los muelles del cuarto piso tienen medallones con cartuchos de los impresores Benjamin Franklin, William Caxton, Johann Gutenberg y Aldus Manutius.
Del quinto al séptimo piso, las tramos centrales están ligeramente empotrados detrás de los pilares, con enjutas de hierro tallado que separan las ventanas de cada piso. En los tramos centrales, el séptimo piso está coronado por un entablamento, mientras que el octavo piso tiene ventanas de arcos segmentados con rejas de hierro en la parte inferior. Las tramos exteriores tienen ventanas más pequeñas con molduras simples, así como vierteaguas sostenidos por gotas. Las ventanas más externas del quinto al séptimo piso son rectangulares y las del octavo piso son arcos segmentados. Un entablamento, que tiene un friso diseñado como moldura de bolitas, corre sobre el octavo piso. Hay motivos decorativos de antorchas debajo del entablamento, en la parte superior de cada muelle.
Las ventanas del noveno piso están flanqueadas por pilastras, de las cuales las cuatro pilastras centrales están estriadas. Las tres ventanas centrales de esta historia están diseñadas como aberturas tripartitas con dos pequeñas columnas. Una cornisa con soportes de consola corre sobre el noveno piso, rematada por un parapeto y un techo abuhardillado con bordes de cobre. En el tramo central sobre la cornisa hay una buhardilla de doble altura que se proyecta desde el techo. Esta buhardilla está flanqueada por cariátides y rematada por un frontón roto que tiene un motivo de cabeza de león y un cartucho. Hay dos ventanas de guillotina en el techo a cada lado de la buhardilla. Las esquinas del parapeto tienen remates en forma de obelisco.

### Interior
El edificio tiene una superficie bruta de 4898 m² según el Departamento de Planificación Urbana de la Ciudad de Nueva York. Sin embargo, según la revista The Real Deal, hay 5400 m² de espacio para oficinas y 1100 m² de espacio comercial. Cada uno de los pisos de oficinas tiene aproximadamente 460 m² de superficie útil. Tal como se diseñó, la librería Scribner's se colocó dentro de lo que ahora es el espacio comercial de la planta baja y el segundo piso, y los departamentos de negocios, editorial y financiero ocuparon cuatro pisos más arriba. Para las oficinas ejecutivas de Scribner, Flagg diseñó algunos muebles como estanterías.

#### Espacio comercial

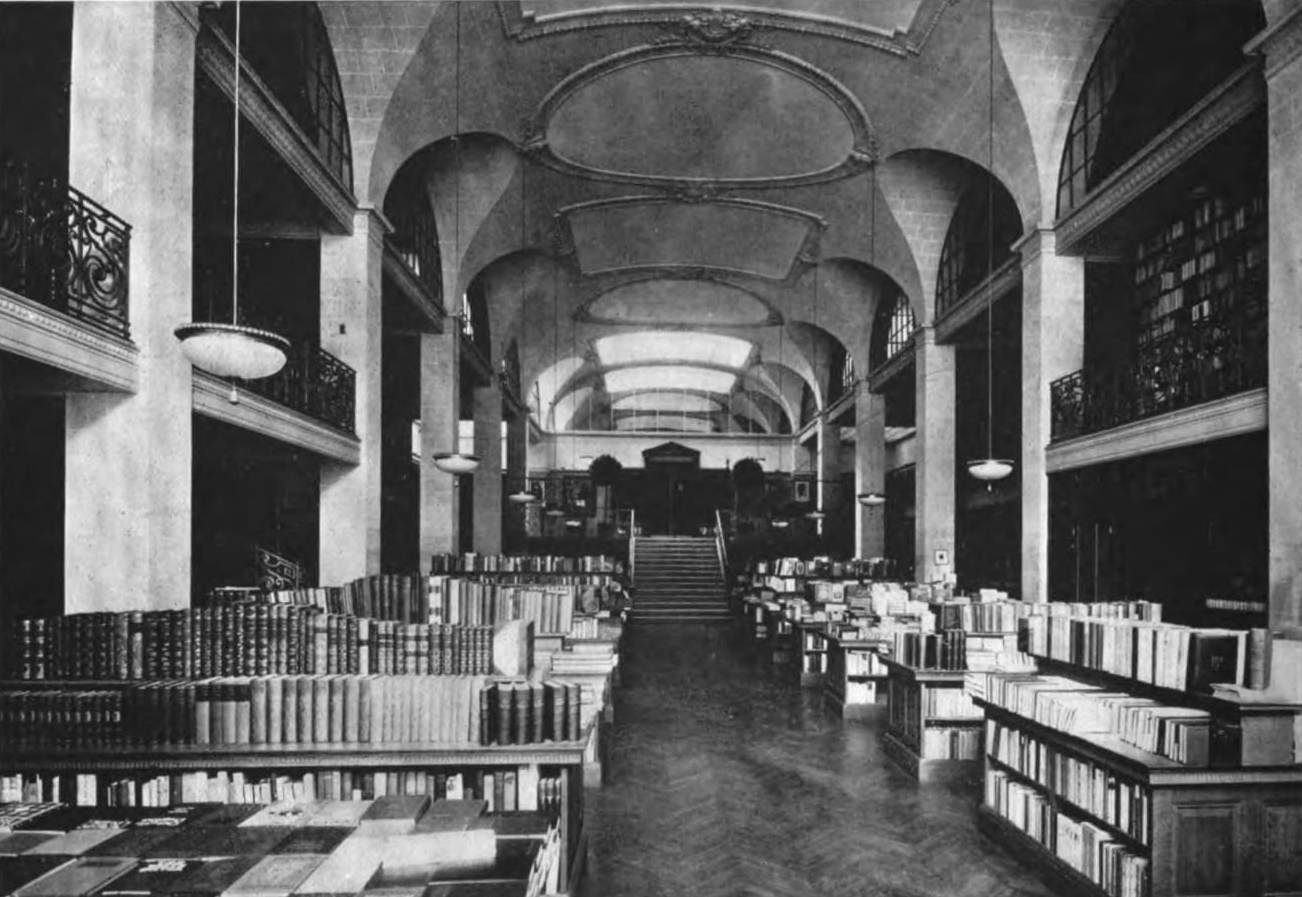
Interior original visto en 1913

El espacio comercial es asimétrico, pero el diseño de la tienda 155 de la Quinta Avenida se emuló en el 597 de la Quinta Avenida, de acuerdo con las preferencias de Scribner. Una vez fue caracterizado por el historiador Henry-Russell Hitchcock como "el espacio interior más grandioso que se había creado en Nueva York", similar al interior de Grand Central Terminal. El espacio comercial consiste en una sala similar a una nave con un techo abovedado profusamente decorado de 9,1 m de altura. Las bóvedas del techo están sostenidas por siete pilares rectangulares blancos a cada lado. Las rejillas se pintaron originalmente con polvo de oro y bronce, a pesar de que las especificaciones originales exigían una decoración verde. La superficie del suelo estaba hecha de espina de pescado y madera de roble. La librería fue diseñada con una sola entrada, a pesar de que Flagg había querido dos. Un vestíbulo para los pisos de oficinas se encuentra en el lado sur de la planta baja.
En el extremo este del espacio comercial de la planta baja hay una escalera central que conduce a un área de exhibición del entrepiso. Una superficie espejada en la pared este del entresuelo reflejaba toda la tienda. Desde el entrepiso, las escaleras conducen a dos balcones del segundo piso, uno sobre el muro norte y el otro sobre la sección este del muro sur. Hay un balcón adicional en la sección occidental del muro sur, sobre el vestíbulo de la oficina, y no está conectado con ninguno de los otros dos. Se accede al balcón suroeste por una escalera de caracol; originalmente existía una escalera similar al balcón norte. Los tres balcones tienen barandas decorativas de hierro fundido, molduras ornamentales y techos con paneles de yeso. Los techos de los balcones son más bajos que el techo abovedado en el centro de la habitación. En consecuencia, las ventanas del triforio se colocan en la parte superior de los muros norte y sur de la bóveda central. En la sección más al este del espacio comercial, más allá del final del techo abuhardillado, se instaló un tragaluz.

## Historia
En 1846, Charles Scribner I e Isaac D. Baker formaron la editorial Baker & Scribner, que Scribner rebautizó como "Charles Scribner Company" después de la muerte de Baker en 1857. La empresa tenía su sede en varios edificios del Lower Manhattan hasta mediados del siglo XIX. El nombre de la empresa se cambió a Charles Scribner's Sons en 1878, y la empresa se trasladó al 155 de la Quinta Avenida, cerca de la calle 22, en 1894. Flagg fue contratado para el proyecto 155 de la Quinta Avenida porque era cuñado de Charles Scribner II, el director de la librería Scribner's durante finales del siglo XIX y principios del XX. A principios del siglo XX, el desarrollo se centró en la Quinta Avenida al norte de la Calle 34. Scribner's fue una de las empresas que decidió trasladarse más al norte de Manhattan.

### Propiedad de Scribner

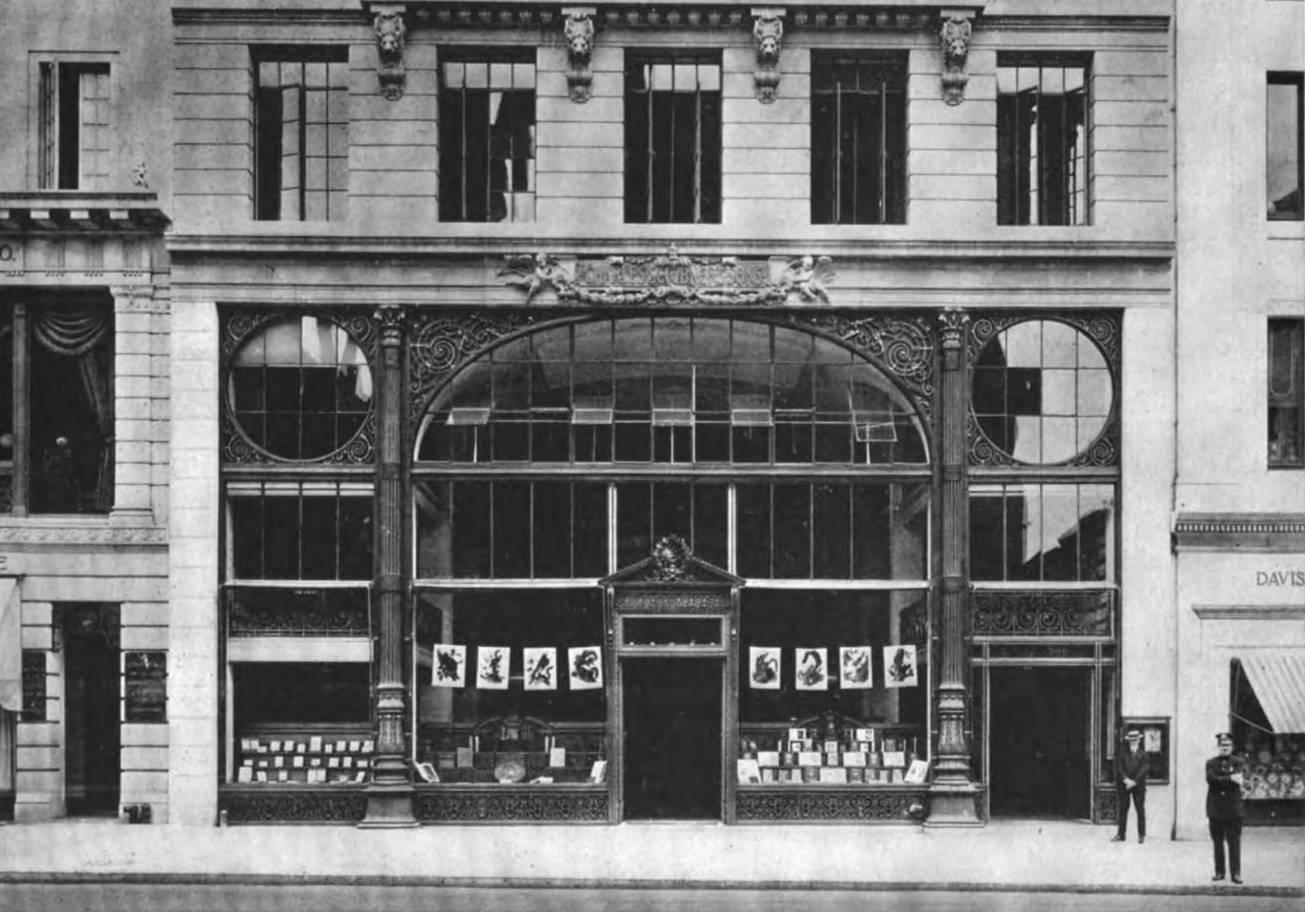
Escaparate visto en 1913

En enero de 1911, Ernest Flagg había escrito en su diario que Charles Scribner II había discutido la posibilidad de construir un nuevo barrio a lo largo de la Quinta Avenida. En febrero de 1912, Charles Scribner's Sons compró las casas en 597 y 599 Fifth Avenue, cerca de la calle 48, de las propiedades de Sarah M. y Roswell P. Flower, con la intención de construir allí una estructura de 10 pisos para tiendas y oficinas. Scribner contrató a Flagg para construir el nuevo edificio, y en mayo se adjudicó un contrato de acero. Los cimientos y las excavaciones casi se completaron el mes siguiente, cuando Flagg presentó los planos de construcción al Departamento de Edificios de Nueva York. La acería se estaba construyendo en agosto de 1912.
El edificio se inauguró el 18 de mayo de 1913, y se convirtió en la séptima sede de Charles Scribner's Sons. Además de la librería y las oficinas en 597 Fifth Avenue, Scribner's tenía un edificio en 311-319 West 43rd Street para su imprenta. El desarrollo del edificio 597 de la Quinta Avenida fue descrito por el escritor de arquitectura Robert A. M. Stern en 1983 como "testimonio seguro de la rápida marcha del comercio hacia la parte superior de la Quinta Avenida". El periodista de The New York Times David W. Dunlap dijo en 2012 que 597 Fifth Avenue era como "la tienda Apple de su época". Al abrir, la librería contenía estantes de libros dispuestos tanto a lo largo de la planta baja como en los balcones. Algunas oficinas minoristas también se colocaron debajo del entrepiso.
Durante gran parte del siglo XX, el edificio contuvo una librería Scribner y las oficinas de los editores de Scribner. Los visitantes incluyeron a los autores F. Scott Fitzgerald, Ernest Hemingway y Thomas Wolfe, quienes se reunieron con sus editores en los pisos superiores, así como a Theodore Roosevelt, quien fue uno de los primeros compradores. Los editores que trabajaban en el edificio incluían a Maxwell Perkins, cuya oficina en el quinto piso fue el lugar de una pelea entre Hemingway y Max Eastman sobre quién tenía más vello en el pecho. La librería Charles Scribner's Sons tenía una bóveda de libros raros, que se usaba para almacenar artículos como un manuscrito de la Sinfonía Haffner de Mozart, una de las dos copias certificadas de la proclamación del Día de Acción de Gracias de George Washington en 1789; y una colección de libros y documentos de Adolf Hitler. La librería a veces realizaba exposiciones, como una que ilustraba el proceso de fabricación de libros, y otra que exhibía una copia de la Biblia de Gutenberg. Algunos de los pisos superiores se alquilaron a inquilinos, como un perfumista en 1960.
La Comisión de Preservación de Monumentos Históricos de la Ciudad de Nueva York (LPC) estaba considerando una designación histórica para el Charles Scribner's Sons Building en 1967, aunque un experto en bienes raíces testificó que tal designación reduciría el valor del edificio en hasta un millón de dólares. Cuando se renovó el interior de la librería en 1974, se reemplazó la iluminación y se instalaron nuevos estantes y mostradores. En la década de 1980, la tienda fue descrita en The New York Times como "el último bastión de la librería de la vieja escuela de la Quinta Avenida", con su especialidad en libros de tapa dura. El edificio fue nominado para ser incluido en el Registro Nacional de Lugares Históricos en 1981 y se consideró que cumplía con los criterios arquitectónicos e históricos para su aceptación. Sin embargo, no se incluyó en la lista debido a las objeciones de sus propietarios. Al año siguiente, el 23 de marzo de 1982, el LPC designó el exterior de 597 Fifth Avenue como un hito. En una audiencia pública para la designación de ciudad emblemática, seis oradores apoyaron la designación y cuatro se opusieron.

### Finales delsigloXX

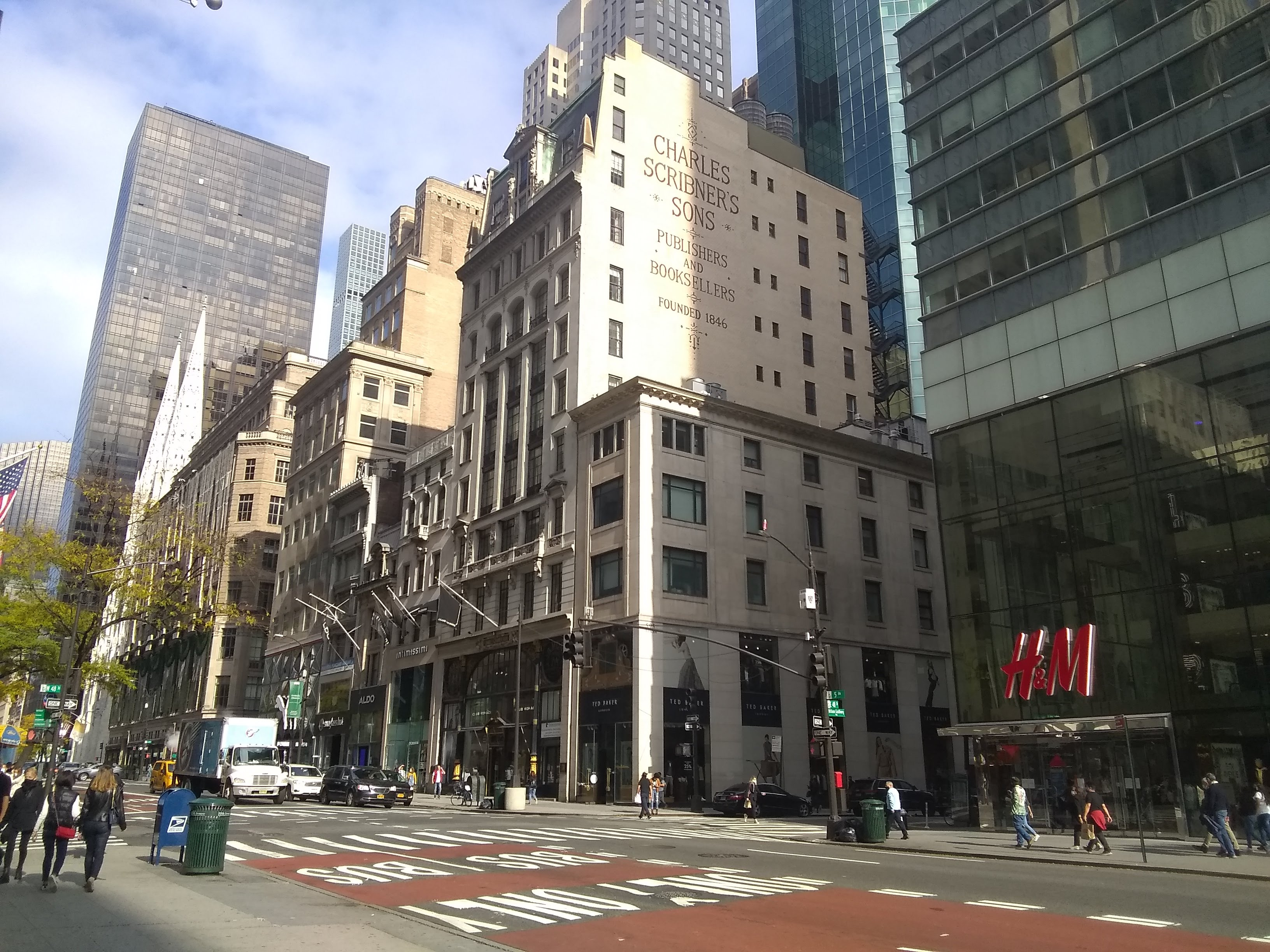
Visto desde la Quinta Avenida cerca de la Calle 47

En 1984, Macmillan Publishers adquirió la división de publicaciones de Scribner. Las librerías internacionales Rizzoli adquirieron las librerías de Scribner el mismo año y se trasladaron a los dos pisos por encima del espacio comercial. El vicepresidente ejecutivo de Scribner, Charles Scribner III, anunció posteriormente el mismo año que el edificio se vendería a la familia Cohen, que dirigía la cadena de farmacias Duane Reade. Scribner's buscó mudarse de 597 Fifth Avenue, donde ya no era económicamente viable operar, y Rizzoli también planeaba mudarse de su ubicación en 712 Fifth Avenue. Cuando se descubrió que la ubicación preferida de Scribner no estaba disponible, la librería Scribner's permaneció en su lugar y Rizzoli arrendó el espacio comercial y dos pisos de oficinas. La familia Cohen planeaba alquilar los restantes 3300 m² de espacio para oficinas en el edificio, aunque las plantas de oficinas eran pequeñas para los estándares modernos. Finalmente, Benetton Group compró el edificio en junio de 1988 a Duane Reade.
En diciembre de 1988, el liderazgo de Scribner anunció que la librería del edificio cerraría el próximo mes debido a los costos excesivos de continuar operando la tienda. Se proyectaba que el alquiler aumentaría un trescientos por ciento. En ese momento, el presidente de las empresas estadounidenses de Rizzoli dijo que el espacio comercial, una "catedral en honor a la venta de libros", ya no era eficiente para uso comercial. El último día de funcionamiento de la librería, Leonard Riggio, presidente ejecutivo de B. Dalton y Barnes & Noble, intervino para tratar de mantener la tienda abierta. Sin embargo, la ubicación de la librería cerró según lo programado. Después de que B. Dalton adquirió la marca Scribner's en mayo de 1989, Riggio comenzó a negociar con Benetton para discutir la posibilidad de reabrir una sucursal de librería en el edificio. Poco después del cierre de la tienda Scribner's, la LPC consideró el interior de la tienda como punto de referencia. Los ejecutivos de Benetton, que estaban planeando una renovación del espacio comercial, dijeron que no se opondrían a tal designación; un abogado de la empresa dijo que estaban "acostumbrados a los puntos de referencia". El 11 de julio de 1989, la LPC designó el edificio como un hito interior. Aunque había indicios de que Benetton alquilaría el espacio como librería Waterstones, el espacio fue arrendado a una librería de Brentano en septiembre de 1989. La tienda de Brentano abrió dos meses después.
Brentano's anunció su intención de desalojar la tienda en 1994 y finalmente cerró el 19 de enero de 1996. Después de la partida de Brentano, Benetton contrató a Phillips Janson Group para realizar restauraciones interiores por varios millones de dólares. El arquitecto de restauración Dennis Janson se tomó dos meses para investigar la historia del edificio, mientras que la firma de arte decorativo Terra Firma fue contratada para observar muestras de pintura para determinar el color original. La mayor parte del proyecto se dedicó a restaurar elementos de diseño antiguos, incluida la adición de una escalera de caracol que se había eliminado. La restauración destapó varios elementos decorativos que anteriormente estaban ocultos, incluido el tragaluz trasero y los tablones de vidrio. Monica Geran, de la revista Interior Design, calificó la reapertura del tragaluz como una "gloria suprema" de la renovación. Benetton abrió sus 1200 m² Tienda insignia de los Estados Unidos en el espacio en noviembre de 1996. Rizzoli operaba una librería emergente con 300 títulos como parte de un acuerdo con Benetton. También se abrió una cafetería en el piso inferior del espacio comercial. Mientras tanto, para atraer a los inquilinos de la oficina, Benetton entregó bolsas de tenis Prince gratuitas a los corredores que alquilaron con éxito un espacio en el edificio.

### sigloXX
La tienda de cosméticos Sephora firmó un contrato de arrendamiento por diez años para el espacio minorista en el nivel del suelo en 2004. A&A Investment Co. compró 597 Fifth Avenue en 2006 por 79,1 millones de dólares, y fue revendida a Thor Equities en 2011 por 108,5 millones de dólares. Thor refinanció el edificio en 2014, recibiendo un préstamo de 105 millones de dólares de UBS Group AG. Oxford Properties colocado un préstamo mezzanine 10 millones en el edificio, que fue superior a otro préstamo mezzanine de 25 millones de dólares por SL Green Realty. Durante este tiempo, 597 Fifth Avenue también contenía varios inquilinos de oficinas. Durante las elecciones de alcalde de la ciudad de 2013, Anthony Weiner abrió una oficina de campaña en los pisos superiores de 597 Fifth Avenue. Cambridge Analytica, una firma de consultoría política británica, tenía su oficina de Nueva York en 597 Fifth Avenue entre 2016 y el colapso de la compañía en 2018.
Sephora abandonó el espacio comercial en la base a principios de 2017. Poco después, en mayo de 2017, Lululemon Athletica firmó un contrato de arrendamiento a corto plazo para el espacio comercial. En febrero de 2019, menos de dos años después de la firma del contrato de arrendamiento, Lululemon decidió mudarse al otro lado de la calle. Thor estaba en riesgo de tener que ceder 597 Fifth Avenue a SL Green a menos que pudiera asegurar un inquilino minorista de lujo. Coworking espacio Knötel firmó un contrato de arrendamiento de 590 m² en mayo de 2019 y el Club Mónaco firmó un contrato de arrendamiento para el espacio comercial en noviembre. Sin embargo, el inicio de la pandemia de COVID-19 en Nueva York en 2020 causó un fuerte declive en el negocio de Thor, y la compañía estaba en mora en los pagos de dos meses de préstamos en 597 Fifth Avenue a mediados de 2020. Esto colocó al edificio en peligro de "impago inminente" para noviembre de 2020.